# Kostolnica (vodní nádrž)
Vodní nádrž Kostolnica (též vodní nádrž Mlýnky) se nachází na Sudoměřickém potoce u osady Mlýnky nedaleko Sudoměřic. Rozloha nádrže činí 6 ha.
Vodní nádrž nabízí možnosti rekreace, rybaření a cykloturistiky.
Zajímavostí jistě je, že středem přehrady prochází státní hranice mezi Českou republikou a Slovenskou republikou. Proto má přehrada také dva názvy – český (Mlýnky) a slovenský (Kostolnica).